# Elecciones legislativas de Uruguay de 1913
El 27 de noviembre de 1913 se realizaron las elecciones legislativas de Uruguay para elegir a todos los miembros de la Cámara de Representantes.

## Sistema Electoral
El sufragio estaba limitado a hombres letrados. El voto no era secreto, ya que los votantes tenían que firmar su papeleta.

## Resultados
| Partido                          | Votos  | %      | Diputados obtenidos | +/-   |
| -------------------------------- | ------ | ------ | ------------------- | ----- |
| Partido Colorado                 | 32,742 | 59.59  | 76                  | -9    |
| Partido Nacional                 | 14,792 | 26.92  | 17                  | +17   |
| Partido General Fructuoso Rivera | 5,269  | 9.59   | 0                   | Nuevo |
| Coalición                        | 843    | 1.53   | 2                   | Nuevo |
| Partido Socialista               | 793    | 1.44   | 0                   | -5    |
| Unión Cívica                     | 510    | 0.93   | 0                   | Nuevo |
| Total                            | 54,949 | 100.00 | 95                  | +5    |
| Fuente: Instituto Factum         |        |        |                     |       |